# Johannes van Melle
 (octobre 2021).
Johannes van Melle (Goes, 11 février 1887 - Johannesburg, 8 novembre 1953), est un écrivain néerlandais et sud-africain.
Son nom de plume était Jan van Melle.

## Biographie
En 1906, après avoir terminé ses études secondaires aux Pays-Bas, il émigre en Afrique du Sud, où il enseigne à Dullstroom et dans les districts de Wakkerstroom et Bronkhorstspruit. En 1909, il retourne aux Pays-Bas et s'installe définitivement en Afrique du Sud à partir de 1913.
Pendant la rébellion de 1914, il se range du côté d'une partie de la population afrikaner peu encline, quelques années seulement après la fin de la Seconde guerre anglo-boer au cours de laquelle plus de 26 000 femmes et enfants ont péri dans les camps de concentration de l'armée anglaise, à s'engager au côté des Britanniques lors de la Première guerre mondiale. 

## Production littéraire
Les premiers ouvrages de van Melle sont rédigés en néerlandais, sa langue maternelle. Après avoir publié un recueil de poèmes intitulé Gedichten uit Zuid-Afrika (Poèmes d'Afrique du Sud), en 1920, il se consacre à la prose et publie des nouvelles inspirées par sa province natale, la Zélande, dans l'hebdomadaire Het Hollands Weekblad, réunies en 1933 sous le titre Het stadje op 't groene eiland. D'autres textes, parus dans De Spektator, sont regroupés par la suite sous le titre Zuid-Afrikaanse schetsen (1920). Après s'être installé à Johannesbourg comme enseignant en 1924, il commence à écrire en afrikaans et publie en 1933 dans cette langue un premier roman intitulé Dawid Booysen.
La finesse et l'objectivité du regard que l'auteur porte sur ses personnages, mettant en relief leurs défauts, mais aussi leur authenticité et leur idéalisme, frappent déjà dans ce premier opus, comme dans toute son œuvre ultérieure. Son roman le plus célèbre, Bart Nel, paraît en 1936 sous le titre Bart Nel, de opstandeling. Si la partie narrative est en néerlandais, les dialogues sont en afrikaans. En 1942, Van Melle adapte le livre en afrikaans sous le titre En ek is nog hy. Quelques années plus tard, une nouvelle édition paraît sous le titre définitif de Bart Nel.
Son troisième roman, Een lente verspeeld (1949), écrit à l'origine en néerlandais, est publié en afrikaans sous le titre Verspeelde lente en 1961. Tant Bart Nel que Verspeelde lente ont été adaptés pour la télévision, respectivement en 1980 et 1982. 
Romancier, Van Melle est aussi célèbre pour la qualité de ses nouvelles, parues dans des revues de langue afrikaans à partir de 1924 et réunies en huit volumes entre 1935 et 1940. Il est aussi l'auteur de deux pièces de théâtre inspirées de certaines de ses œuvres en prose. Dans la dernière partie de sa vie, il publie cinq ouvrages à caractère religieux.

### Liste des œuvres
- Dawid Booysen (1933) (premier roman écrit entièrement en afrikaans)
- Het stadje op 't groene eiland (1934) (nouvelles inspirées par la jeunesse de l'auteur en Zélande)
- Gedichten (1935) (poésie) (en néerlandais)
- Die huwelik van Pop le Roux (1935) (théâtre)
- Oom Freek le Grange se derde vrou (1935) (recueil de nouvelles)
- Bart Nel, de opstandeling (1936) (roman) (édition originale en néerlandais, traduite ultérieurement en afrikaans)
- Wraak (1937) (théâtre)
- Oom Daan en die dood, Nasionale Boekhandel, Bloemfontein 1938 (recueil de nouvelles)
- Vergesigte (1938) (recueil de nouvelles)
- Oom Gideon ontmoet die Voortrekkers (1938) (recueil de nouvelles)
- Mense gaan verby, Van Schaik, Pretoria 1940
- Venster aan die straat (1940) (recueil de nouvelles)
- Paaie wat wegraak (1941) (recueil de nouvelles)
- En ek is nog hy: 'n Roman uit die tyd van die rebellie van 1914, Voortrekkerpers Bpk., Johannesbourg/Pretoria/Potchefstroom 1942) (adaptation en afrikaans de Bart Nel)
- Die simboliek van die Openbaring van Johannes (1942)
- Die profesieë van Daniël (1942)
- Begeestering (1943) (recueil de nouvelles)
- Denker, kom kyk! (1944)
- Die profesieë van Esegiël (1945)
- Die profesieë van Jesaja (1945)
- Die profesieë van Sagaria (1947)
- Saad wat opkom (1947)
- Die simbolies getalle van die Bybel (1947)
- Een lente verspeeld (1949) (roman) (en néerlandais)
- 'n Keur uit die verhale van J. van Melle, (anthologie) introduction de Uys Krige, Van Schaik, Pretoria 1964
- Woorde wat saamvloei en ander verhale, (anthologie) Human & Rousseau, Le Cap 1972

### Traductions
En afrikaans
- Bart Nel, traduit du néerlandais en afrikaans par l'auteur, 1942 et 1961 (nombreuses rééditions depuis)
- Verspeelde lente, (titre original Een lente verspeeld), (roman) traduit du néerlandais en afrikaans

En allemand
- Bart Nel der Rebell, traduit du néerlandais en allemand par Fritz von Bothmer, Gustav Altenburg Verlag, Leipzig 1937

En anglais
- Lost years (titre original Een verspeelde lente), traduit du néerlandais en anglais, 1949

En néerlandais
- De brief (titre original Dawid Booysen), roman, traduit de l'afrikaans en néerlandais